# Johannes Hansen (Schriftsteller)
Johannes Hansen (* 30. Dezember 1854 in Fehsholm bei Breklum; † 25. Oktober 1877 in Wilhelmshaven) war ein deutscher Schriftsteller.

## Leben
Hansen war Sohn eines Bauern. Schon früh schrieb er Gedichte in seiner friesischen Muttersprache. Mit 19 Jahren legte er einen umfangreichen Gedichtband vor. Hansen schrieb dabei im Mittelgoesharder Friesisch, das keine Schreibtradition kannte. Er starb mit nur 22 Jahren bei der preußischen Marine an Diphtherie. Seine Gedichte wurden erst 1960 veröffentlicht.

## Publikation
- Frucht Fan Toarre Groun: Fersen fan Johannes Hansen (1854–1877). Mit Einleitung und Anmerkungen von Jelle Hindriks Brouwer. Laverman, Drachten 1960.